# Виртала, Теэму
Теэму Виртала (фин. Teemu Virtala; род. 17 августа 1983) — финский профессиональный хоккеист, нападающий итальянского клуба «Кальтерн-Кальдаро».

## Карьера
Воспитанник спортивной школы клуба «Лукко». После нескольких сезонов выступления в молодёжном чемпионате, во II дивизионе и в Местисе в сезоне 2007/08 дебютирует в СМ-Лиге. После двух сезонов в СМ-Лиге переехал в Австрию, и позднее в Норвегию.
В 2011 году возвращается в выступающий в Местисе «Хокки».
В СМ-Лиге провёл 58 игр, в Местисе (первой лиге) — 321 игру, во втором дивизионе — 6 игр. В первом дивизионе чемпионата Австрии провёл 43 игры, в чемпионате Норвегии — 46 игр.
В 2014 году перебрался в Усть-Каменогорск, где начал выступать за хоккейный клуб «Казцинк-Торпедо», играющий в ВХЛ. За сезон провёл 38 игр, а также три игры за дубль в чемпионате Казахстана.

## Достижения

### Финляндия

#### СМ-Лига
— Бронзовый призёр чемпионата Финляндии — 2009

#### Местис
— Чемпион Финляндии (1 лига) — 2007 

 — Вице-чемпион Финляндии (1 лига) — 2008 

 — Бронзовый призёр чемпионата Финляндии (1 лига) — 2009

### Норвегия
— Вице-чемпион Норвегии — 2011